# 一二三鈴
一二三 鈴（ひふみ りん、1993年2月2日 - ）は、日本のAV女優。LINX所属。

## 略歴
愛媛県出身。2018年5月にAVデビュー。
2023年5月22日週FANZA動画フロアランキングにて、出演した『BAZOOKA 冬の大感謝セール コスパ最強ノーカットベスト爆乳限定2749分』（BAZOOKA）が1位を記録。

## 人物
趣味・特技は美容、キレイになる事。
初体験は高校1年の時。相手は同級生でカーセックスだった。
愛媛県内のラブホテルは、ほぼ制覇している。
セックスが好きでAVに興味があり、テレビで吉沢明歩を見たことがAV女優となったきっかけ。ただ、出演したいと思ったもののどこに連絡すればいいのか分からず、AVに出てきた番号に電話をして「受付してません」と言われた。
芸名は事務所社長の命名。当初は「一二三りん」だったが、中国で活躍する可能性を考えて「一二三鈴」とした。

## 作品

### アダルトDVD
2018年
- 私のHな妄想叶えてください 一二三りん(仮)25歳 AVデビュー（5月24日、SODクリエイト）※「一二三りん」名義
- 私のHな妄想叶えてください 「まだ物足りんけん、もっと精子いっぱいかけて、激しくイカセてください」一二三りん(仮名)25歳、限界SEX4本番、春。（6月21日、SODクリエイト）※「一二三りん」名義
- 私のHな妄想叶えてください ザーメンが好きすぎる女 一二三りん ユーザー33人の金玉をからっぽになるまで搾りつくす開眼ぶっかけSEX（7月26日、SODクリエイト）※「一二三りん」名義
- 媚薬漬けの毎日…。 理性が崩壊し我を忘れて絶頂を繰り返すその膣奥に濃厚精子を注ぎ込まれドM変態奴隷に堕ちていく。（8月19日、チキチキカマー）
- スタイル抜群な美女との卑猥な中出しSEX（8月24日、REAL）
- 美尻スキャンダル あじさいおっぱい（8月25日、HMJM）
- 完全プライベートドキュメント 真性ヤリマン田舎娘 ひふみりんと二人っきり1泊2日温泉旅行（9月7日、パコパコ団とゆかいな仲間たち）※「ひふみりん」名義
- 合法的公然わいせつ! 吊り革を掴んだ女子に後ろからも前からも触り放題!本番禁止も関係ない!後ろから生で挿れて中出し発射! 痴漢をされにやってくるデリ嬢（9月20日、Mr.michiru）
- いいなり人妻 寝取らせ中出し温泉旅行（9月21日、クリスタル映像）
- 酔薬錯姦 りんちゃん #01（9月27日、MERCURY）※「りん」名義
- 『愛し合う夫婦が残したいメモリアルヌードフォト』と題された雑誌の企画と妻を騙し、絶倫チ○ポ男と素肌密着偽撮影会で寝取られ検証!! 旦那よりも若くてカチカチに反り返ったチ○ポがマ○コまで3cmに超接近して奥さん急激欲情!? 3（10月5日、DOC）他出演:石川祐奈、宝生リリー、三田杏
- 一二三鈴を24時間貸切生ハメ温泉旅行（10月12日、REAL）
- 宇宙企画Classical 『本番』ミス性交（10月12日、宇宙企画）
- 顔出し解禁!! マジックミラー便 全員38歳over! セレブ人妻アナル丸見え編 デカ尻を拡げられ尻穴全開の下品な姿を見られた人妻は恥ずかしさが快感に変わり青年の勃起デカチンが欲しくなるっ!! in白金&恵比寿（10月19日、ディープス）他出演:矢田美紀子、蓮美柚香 ほか
- クローゼットに拘束されイキ崩れる真面目女教師… ヤリチン生徒の家庭訪問中に執拗なセクハラを受け拒み続けるも、固定バイブ&追い打ち媚薬で絶頂アクメ淫乱化してしまい…（11月2日、DOC）他出演:水原乃亜、橋本れいか、今井ゆあ
- はめログ 香川の奇跡 可愛すぎるうどん屋パートの奥さん（11月7日、桃太郎映像出版）
- 道の駅で働くおねえさん 方言丸出しの地方女子がトロトロに感じさせられてイチャラブセックスをしてしまう!（11月7日、ブロッコリー）
- 地味だけどエロイ! すぐにイクイク!全身性感帯! 街の本屋さんで働く眼鏡で控えめ系女子は実は…調教されたがるアニオタど変態娘だった。 S級素人出演 Vol.006（11月9日、S級素人）※「スズ」名義　他出演:マイコ
- 美乳から爆乳までおっぱい揺れまくり!! ヌルテカバレーボール実業団（11月9日、BAZOOKA）共演:水野朝陽、椎葉みくる、若月みいな
- 発射!→バキュームフェラ→発射! 「一体いつ終わるの?」 エッチ終了直後のフニャフニャになっていくチ○ポを見た義母はバキュームフェラで何度も再勃起させ即挿入を求める!ボクに新しくできた義母は超美人すぎて、正直少し緊張してしまう。そんないつまでも他人行儀なボクに義母は親しくなろうと優しく話しかけてきます。しかしそれはちょっと度が過ぎていて、すぐに密着してきたりお風呂にも入ったりしてきてボクの下半身はもう大変!我慢できずオナニーしていたら突然、部屋に入ってきた義母。ばっちり発射した瞬間を見られてしまいました…。気まずさに何も言えず、ボクの勃起チ○ポがフニャフニャに…。それを見た義母は突然のバキュームフェラ!しかも義母はチ○ポを再勃起させた途端に即挿入!激しく腰を動かし再び発射!またバキュームフェラをされ即挿入!そして発射!→バキュームフェラ→発射!の連続で義母の身体や膣内は精子まみれに!（11月19日、Hunter）他出演:宮川ありさ、三島奈津子、花咲ひらり、葉山りん
- 30歳過ぎたパートのおばちゃんと旦那が出張でいないお宅で2対2の宅飲み!! 久しぶりに若い男との飲みでテンションが上がりまくり!酔っ払ったおばちゃんたちのガードがユルユルに!!本当はすぐにでもヤリたいクセに大人ぶったおばちゃんたちはお互いを意識してなかなかヤラせてくれない!2人のおばちゃんを別々の部屋に連れて行き「あっちもヤッてるよ!大丈夫だよ!」と魔法の言葉でイチコロ!!安心させたら内心ヤリたがっていたおばちゃんは若い男のチ○コに貪りついてきて時間を忘れ何度も何度も求めてきました!!しかも最後は結局合流して乱交までしちゃいました!! （11月19日、お夜食カンパニー）他出演:神ユキ、桃瀬ゆり、音羽美玲
- 乳首責め専門デリヘル嬢に騎乗位で生中出し（11月22日、Mr.michiru）他出演:あおいれな、七瀬こころ ほか
- 街角シロウトナンパ33 ハタチの女子大生が初飲みデビューしたら（11月23日、プレステージ）※「すず」名義　他出演:ことね、ゆめ、ゆき、りか
- 逸材!! ド素人の人妻は、従順発情ペット。（11月24日、ビッグモーカル）他出演:白咲唯 ほか
- 露出度が高い過激な服装のビッチ素人ナンパ!!（12月14日、S級素人）他出演:宝生リリー、柳川まこ、椎葉みくる
- 素人妻ナンパ全員生中出し 4時間 セレブDX 63（12月15日、ロータス）他出演: 宮川ありさ、小平奈美、美作彩凪、柴咲りか

2019年
- 素人四畳半生中出し 人妻 鈴 29歳 NTR眼鏡 【敏感体質】感じると気が遠くなり蕩け砕けてしまう奥様（1月1日、プラム）※「鈴」名義
- 怒張チ○ポにネットリ絡む長身エロ美脚 散歩途中の変態若妻の自宅に押し入り汚辱性交（1月27日、MERCURY）
- 抵抗してもムダ いきなりチ○ポで壁ドン状態 ○年の勃起力に屈して奥様は犯られるだけ…。 急襲人妻 突然イラマチオ（2月8日、SCOOP）他出演:真木今日子 ほか
- ドキュメンTV×PRESTIGE PREMIUM 家まで送ってイイですか 27（2月15日、プレステージ）※「遠藤」名義　他出演:しおり、和香、ゆうき
- 高身長女教師に媚薬を飲ませ職場乱交! 痴女的前立腺責め性感テクが凄い快楽SEX!（3月1日、エマニエル）
- パート奥さんの喰いチン棒バンザイ!! いい味、いい旅、いい出会い、男の欲望を満たしてくれた人妻さん10人（3月7日、桃太郎映像出版）他出演:有馬ひかり、水野優奈、松浦ユキ、小倉もも、黒沢那智、石倉えいみ、宮下まい、椿かなめ、香坂澪
- 愛地獄 私の彼(カレ)は 中年男(50歳)（3月13日、FAプロ）
- 知り合いの人妻を連れて温泉旅行へ 010（3月15日、ゴーゴーズ）※「未来」名義
- 若妻がハマる絶頂中毒エステ性感オイルマッサージ（3月22日、クリスタル映像）
- 消し忘れたハメ撮り動画 6（4月5日、プレステージ）他出演:南まゆ、今井麻衣、大橋依織
- 人妻ズボッと生電話中に寝取り中出し 旦那と電話中の奥様の敏感乳首こねくり回して不倫セックス生中継（4月12日、SCOOP）他出演:乃木ちはる、美浦あや、真木今日子
- 快楽遊戯 貧乏姉妹とボロアパート（4月13日、FAプロ）共演:南涼
- 満員バスで夫が横に居るのに他人のチ○ポが尻に触れるたび興奮が高まる奥さん。むっちりミニスカ尻の反応して勃起したチ○ポをスリル萌えで思わず握りしめていた。こんな所で挿入しちゃうの?!（4月25日、SWITCH）他出演:瀬戸すみれ、乃木ちはる
- ナンパTV×PRESTIGE PREMIUM 18（4月26日、プレステージ）他出演:桜アン、今井麻衣、深田結梨、高杉麻里、妃月るい、星川凛々花、一花琴音
- ガチンコ 中出し!顔出し! 人妻ナンパ 有明ATMキャッシング編（5月25日、ビッグモーカル）他出演:香苗レノン、神楽アイネ、前田あこ ほか
- 喪服の艶未亡人 旦那の遺影の前で上司に犯される人妻（5月31日、SCOOP）他出演:真木今日子、美浦あや
- SEXの逸材。 VOL.42 (秘)性癖を曝け出す美少女を激撮 見た目からは想像のできないスケベな欲望がカメラの前で弾け飛ぶ!（6月7日、プレステージ）他出演:真木今日子、渚みつき、嗣永さゆみ
- パンチラでオナニーしたい草食男子のためのリクエストdeパンチラ 3（6月13日、アロマ企画）他出演:神代えみな、神楽アイネ、星乃レイア、橋下まこ、雨宮凛
- マジックミラー号 街で見つけたご無沙汰人妻に童貞のフリした絶倫男が何度イっても無視し、足が宙に浮く串刺しガン突き超激ピストン!!（6月20日、SODクリエイト）他出演:凛音とうか、鈴木さとみ、久保今日子
- 酔っぱらったおばさんに痴漢しても嫌がらないからそのままお持ち帰りして… 3（6月27日、グラフィティジャパン）他出演:成澤ひなみ、前園汐里
- 久々な突然の接吻に未亡人は…（7月27日、グラフィティジャパン）他出演:成澤ひなみ、前園汐里
- 引きこもり同然の彼氏は私を抱いてくれなくなったけれど、彼と一つ屋根の下で暮らすお義兄さんが「刺激の足らない日々を変えてくれた…」オトナの男の余裕と経験値で何度もイかされ悦楽に浸る美脚女子学生（7月27日、FIRST STAR）
- 玉舐め69（8月13日、アロマ企画）共演:前田あこ　他出演:桐山結羽、後藤里香、矢野乃々華、平岡花菜、ふわり結愛、紗々原ゆり
- 濃厚ベロチューしながらスローオイル手こきでち○ぽ焦らされ続ける。 その3（8月25日、アロマ企画）共演:早乙女らぶ　他出演:紗々原ゆり、井上愛唯、香苗レノン、笹倉杏
- 早漏連続射精 02 驚異の20発! 〜酔うとエロくなる一二三鈴に呑ませまくってヌカれまくる2時間〜（8月25日、SEX Agent）
- 知的な眼鏡女性と見つめ合う完全主観フェラ 2 〜社会性に富んだメガネジョシ「私ならこうしゃぶる」〜（8月25日、SEX Agent）他出演:井上綾子、星川凛々花、美保結衣、佐久間恵美、望月りさ、真木今日子
- 連続発射のセルフイラマチオ 〜喉奥に詰まった精液を次の精液で洗い流す〜（8月25日、SEX Agent）他出演:渚みつき、佐久間恵美、篠崎かんな、有栖るる、望月りさ、真木今日子、後藤由乃
- スカートヒラヒラしまくり! 追いかけっこ挑発女子○生（9月13日、アロマ企画）他出演:ふわり結愛、生田みく、桐谷なお、神楽アイネ、神代えみな
- 乳首責めの達人による巧みな連続射精テクニック（9月25日、SEX Agent）他出演:あべみかこ、三島奈津子、黒川すみれ、美谷朱里、一条みお、富田優衣
- 『初めてのキモチ…』 ママも知らないフシダラな姿… 抑えきれない欲情が太ももからダラダラに溢れジュボジュボチン○をハメられても「まだ足りないの…」汁まみれになりながら抱かれ続ける欲求が抑えられない美脚女子学生（10月12日、FIRST STAR）

### アダルトVR
- 【2発射】 リピート率No.1超ど淫乱デリヘル嬢! 2 【出稼ぎ方言丸出し田舎ッ娘編】（2019年5月25日、ブイワンVR）

### イメージDVD
- 処女のキモチ（2018年12月21日、スパイスビジュアル）※「三島すず」名義

## 出演

### テレビ
- パラダイステレビ開局20周年記念特番・千客万来!マン毛スナックから生中継SP〜陰毛を肴に酒が呑める店（2018年10月19日、パラダイステレビ）
- LINXカフェ 第二夜（2019年05月18日、エンタ!959）[5]

## 雑誌
- 週刊大衆ヴィーナス 2018年4月3日号（双葉社） - グラビア